# Antrobia
Antrobia é um género de gastrópode  da família Hydrobiidae.
Este género contém as seguintes espécies:
- Antrobia breweri
- Antrobia culveri